# Şehzade Mustafà
Şehzade Mustafà Mukhlisi (1515 – 5 o 6 d'octubre de 1553), fou un príncep otomà (Şehzade), governador de Manisa de 1533 a 1541 i d'Amasya de 1541 a 1553, fill de Solimà I el Magnífic i de Mahidevran Sultan. Era l'hereu presumpte del tron.
Les dues esposes de Solimà li van donar vuit fills, quatre dels quals eren vius a la dècada del 1550: Mustafà, Selim, Baiazet, i Jahangir. D'aquests, únicament Mustafà no era fill de Hurrem, sinó del Gülbahar i, per tant, va precedir als fills de Hurrem en l'ordre de successió. Hurrem va ser conscient que si Mustafà es convertia en sultà, els seus propis fills serien estrangulats segons el costum. Tanmateix, Mustafà va ser reconegut com el més talentós de tots els germans i va ser recolzat per Pargalı Ibrahim Pasha, que va ser per aquella època gran visir de Solimà. L'ambaixador d'Àustria, Busbecq, en parlar dels «principals dons naturals» de Mustafà va remarcar que «Solimà té entre els seus fills, un fill anomenat Mustafà, meravellosament ben educat i prudent i en edat de governar, ja que té 24 o 25 anys; que Déu mai no permeti que una figura de tal envergadura caigui sobre nosaltres».
A Hurrem se la sol considerar, almenys en part, com a responsable de les intrigues en el nomenament de la successió. Encara que era esposa de Solimà, no va exercir cap paper públic oficial com va fer la seva contemporània a Anglaterra, Anna Bolena. Això, però, no va impedir a Hurrem exercir una poderosa influència política. Atès que l'imperi mancava de normes formals per a la designació d'un successor, la successió solia incloure la mort de prínceps rivals per evitar disturbis civils i revoltes. Al tractar d'evitar l'execució dels seus fills, Hurrem va utilitzar la seva influència per eliminar a aquells que donaven suport l'accés de Mustafà al tron.
Així, en les lluites del poder aparentment instigades per Hurrem, Solimà va fer assassinat a Pargalı Ibrahim Pasha (la nit del 14 al 15 de març de 1536) i finalment la sultana va aconseguir fer pujar a un gendre que comptava amb la seva simpatia, Damat Rüstem Pasha (novembre de 1544). El 1552, quan la campanya contra Pèrsia s'havia iniciat i Rüstem fou nomenat comandant en cap de l'expedició, s'iniciaren les intrigues contra Mustafà. Rustem va enviar a un dels homes de major confiança de Solimà a informar al sultà del que deien els soldats: que com que Solimà no estava al capdavant de l'exèrcit, havia arribat el moment de posar un jove príncep al tron. Al mateix temps, va difondre rumors que Mustafà s'havia demostrat receptiu a la idea.
Preocupat pel que creia que eren els plans de Mustafà per reclamar el tron, l'estiu següent Solimà el va convocar a la seva tenda, assenyalant que «seria capaç d'aclarir els crims dels que se l'acusava i que per tant no tindria res a témer». Mustafà esi va trobar d'una difícil elecció: o bé es presentava davant el seu pare sota el risc de ser assassinat, o, si es negava a assistir-hi, seria acusat de traïció. Finalment, Mustafà va optar per entrar a la tenda del seu pare, confiant en què el suport de l'exèrcit el protegiria. Busbecq, que afirmà haver escoltat el relat d'un testimoni ocular, descriu els moments finals de Mustafà. Quan Mustafà va entrar a la tenda, els eunucs de Solimà el van atacar, i el jove príncep va oferir una defensa valenta. Solimà, allunyat de la lluita només pels penjolls de lli de la tenda de campanya, va travessar la cambra i va «dirigir ferotges i amenaçadores mirades als eunucs, i mitjançant gestos amenaçadors els va reprendre severament perquè mostraven dubtes. Tot seguit, els eunucs, alarmats, redoblaren els seus esforços, van llançar l'infeliç Mustafà a terra i, enrotllant-li una corda d'arc al voltant del coll, el van estrangular.». El gran visir, partidari de l'execució, fou revocat el 6 d'octubre de 1653 per calmar als geníssers favorables al príncep executat.
Jahangir es diu que va morir a causa del dolor uns mesos després de rebre la notícia de l'assassinat del seu mig germà. Als dos germans supervivents, Baiazet i Selim, se'ls van donar comandaments en diferents parts de l'imperi. Després d'uns anys, però, va esclatar la guerra civil entre els germans.